# Classica di Amburgo 2014
La Classica di Amburgo 2014 (ufficialmente Vattenfall Cyclassics per motivi di sponsorizzazione), diciannovesima edizione della corsa, valevole come ventiduesima prova dell'UCI World Tour 2014, si svolse il 24 agosto 2014 per un percorso di 246 km. Fu vinta dal norvegese Alexander Kristoff, al traguardo con il tempo di 5h 55' 25" alla media di 41,73 km/h.

## Squadre partecipanti
| N.    | Cod. | Squadra                 |
| ----- | ---- | ----------------------- |
| 1-8   | GIA  | Team Giant-Shimano      |
| 11-18 | LTB  | Lotto-Belisol           |
| 21-28 | KAT  | Katusha Team            |
| 31-38 | MOV  | Movistar Team           |
| 41-48 | ALM  | AG2R La Mondiale        |
| 51-58 | OPQ  | Omega Pharma-Quickstep  |
| 61-68 | TCS  | Tinkoff-Saxo            |
| 71-78 | BEL  | Belkin Pro Cycling Team |
| 81-88 | BMC  | BMC Racing Team         |
| 91-98 | AST  | Astana Pro Team         |

| N.      | Cod. | Squadra             |
| ------- | ---- | ------------------- |
| 101-108 | TFR  | Trek Factory Racing |
| 111-118 | SKY  | Team Sky            |
| 121-128 | LAM  | Lampre-Merida       |
| 131-138 | OGE  | Orica-GreenEDGE     |
| 141-148 | FDJ  | FDJ.fr              |
| 151-158 | GRS  | Garmin-Sharp        |
| 161-168 | CAN  | Cannondale          |
| 171-178 | EUC  | Team Europcar       |
| 181-188 | TNE  | Team NetApp-Endura  |

## Ordine d'arrivo (Top 10)
| Pos. | Corridore          | Squadra       | Tempo    |
| ---- | ------------------ | ------------- | -------- |
| 1    | Alexander Kristoff | Katusha Team  | 5h55'25" |
| 2    | Giacomo Nizzolo    | Trek Factory  | s.t.     |
| 3    | Simon Gerrans      | Orica-GreenE. | s.t.     |
| 4    | Tyler Farrar       | Garmin-Sharp  | s.t.     |
| 5    | Mark Cavendish     | Omega Pharma  | s.t.     |
| 6    | Marcel Kittel      | Giant-Shimano | s.t.     |
| 7    | Davide Cimolai     | Lampre-Merida | s.t.     |
| 8    | Juan José Lobato   | Movistar Team | s.t.     |
| 9    | Silvan Dillier     | BMC Racing    | s.t.     |
| 10   | Raymond Kreder     | Garmin-Sharp  | s.t.     |